# Slovakien i olympiska sommarspelen 2012
Slovakien deltog i de olympiska sommarspelen 2012 som ägde rum i London i Storbritannien mellan den 27 juli och den 12 augusti 2012.

## Medaljörer
| Medalj | Namn                                  | Sport      | Gren                 |
| ------ | ------------------------------------- | ---------- | -------------------- |
| Silver | Zuzana Štefečeková                    | Skytte     | Damernas trap        |
| Brons  | Danka Barteková                       | Skytte     | Damernas skeet       |
| Brons  | Michal Martikán                       | Kanotsport | Herrarnas C-1 slalom |
| Brons  | Peter Hochschorner Pavol Hochschorner | Kanotsport | Herrarnas C-2 slalom |

## Badminton
| Spelare          | Gren      | Gruppnivå              | Gruppnivå                 | Gruppnivå         | Gruppnivå        | Eliminering       | Kvartsfinal       | Semifinal         | Final / brons     | Final / brons |
| Spelare          | Gren      | Motståndare Poäng      | Motståndare Poäng         | Motståndare Poäng | Placering        | Motståndare Poäng | Motståndare Poäng | Motståndare Poäng | Motståndare Poäng | Placering     |
| ---------------- | --------- | ---------------------- | ------------------------- | ----------------- | ---------------- | ----------------- | ----------------- | ----------------- | ----------------- | ------------- |
| Monika Fašungová | Damsingel | Gu (SIN) L 5–21, 11–21 | V Na (AUS) L 12–21, 18–21 | 3                 | Gick inte vidare | Gick inte vidare  | Gick inte vidare  | Gick inte vidare  | Gick inte vidare  |               |

## Cykling

### Landsväg
| Tävlande    | Gren                | Tid     | Placering |
| ----------- | ------------------- | ------- | --------- |
| Peter Sagan | Herrarnas linjelopp | 5:46.37 | 34        |

### Mountainbike
| Tävlande       | Gren                 | Tid     | Placering |
| -------------- | -------------------- | ------- | --------- |
| Janka Števková | Damernas terränglopp | 1:39.05 | 21        |

## Friidrott
Till friidrottstävlingarna kvalificerade Slovakien följande idrottare:
Förkortningar
- Notera – Placeringar gäller endast den tävlandes eget heat
- Q = Kvalificerade sig till nästa omgång via placering
- q = Kvalificerade sig på tid eller, i fältgrenarna, på placering utan att ha nått kvalgränsen
- NR = Nationellt rekord
- N/A = Omgången inte möjlig i grenen
- Bye = Idrottaren behövde inte delta i omgången

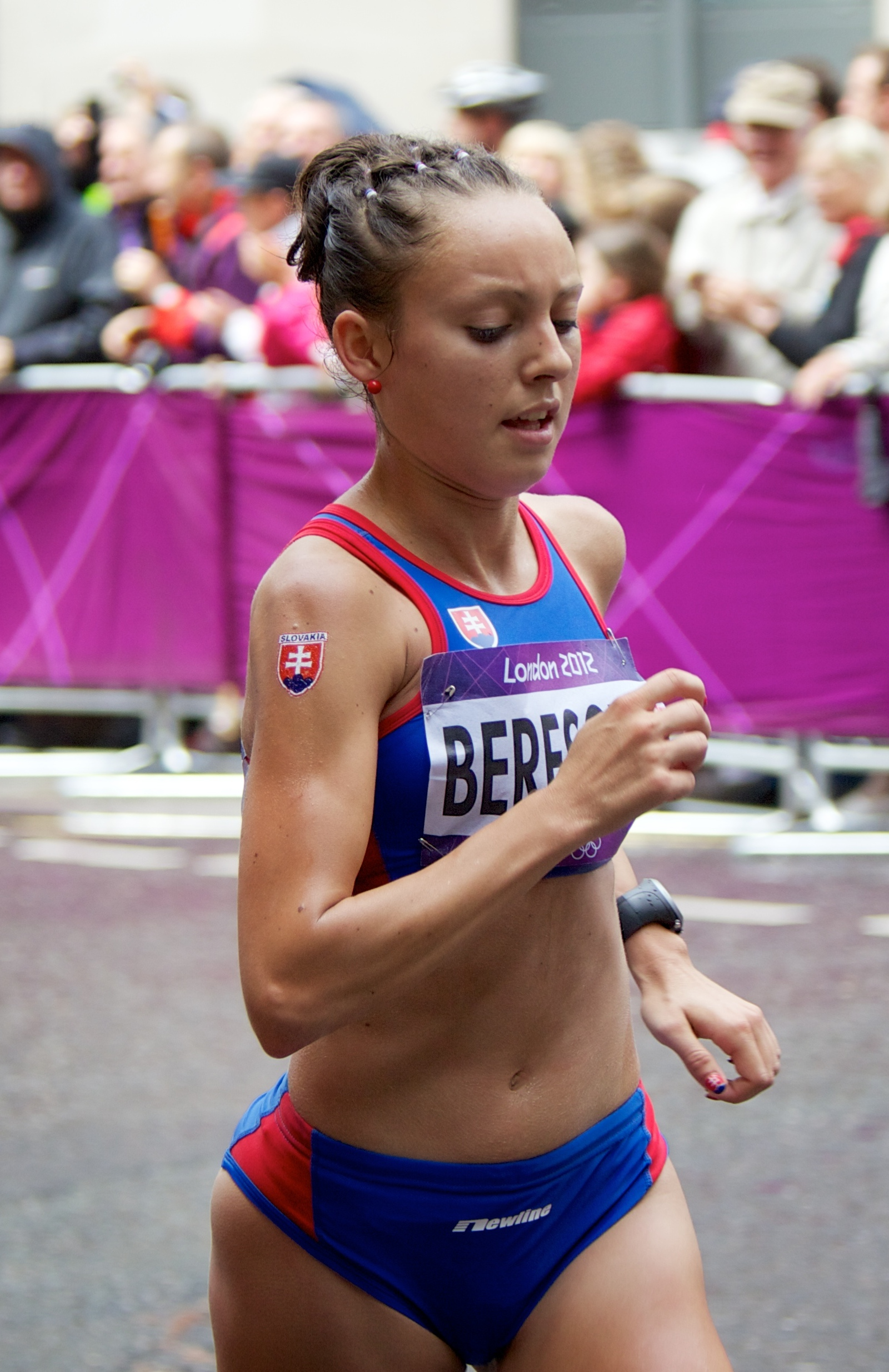
Katarína Berešová, under maratontävlingen.

Damer
Bana och väg
| Idrottare         | Event      | Heat         | Heat      | Semifinal    | Semifinal | Final    | Final     |
| Idrottare         | Event      | Resultat     | Placering | Resultat     | Placering | Resultat | Placering |
| ----------------- | ---------- | ------------ | --------- | ------------ | --------- | -------- | --------- |
| Katarína Berešová | Maraton    | i.u.         | i.u.      | i.u.         | i.u.      | 2:48.11  | 99        |
| Mária Czaková     | 20 km gång | i.u.         | i.u.      | i.u.         | i.u.      | 1:37.43  | 53        |
| Lucia Klocová     | 1 500 m    | 4.07,79 0NR0 | 9 q       | 4.02,99 0NR0 | 8 q       | 4.12,64  | 8         |

Fältgrenar
| Idrottare        | Gren          | Kval  | Kval      | Final            | Final            |
| Idrottare        | Gren          | Längd | Placering | Längd            | Placering        |
| ---------------- | ------------- | ----- | --------- | ---------------- | ---------------- |
| Martina Hrašnová | Släggkastning | 68,41 | 20        | Gick inte vidare | Gick inte vidare |
| Dana Velďáková   | Tresteg       | 14,22 | 10 Q      | 11,92            | 12               |
| Jana Velďáková   | Längdhopp     | 6,18  | 27        | Gick inte vidare | Gick inte vidare |

Herrar
Bana och väg
| Idrottare      | Gren       | Final    | Final     |
| Idrottare      | Gren       | Resultat | Placering |
| -------------- | ---------- | -------- | --------- |
| Miloš Bátovský | 20 km gång | 4:09.32  | 48        |
| Anton Kučmín   | 20 km gång | 1:22.25  | 23        |
| Matej Tóth     | 50 km gång | 3:41.24  | 8         |

Fältgrenar
| Idrottare       | Gren          | Kval  | Kval      | Final            | Final            |
| Idrottare       | Gren          | Längd | Placering | Längd            | Placering        |
| --------------- | ------------- | ----- | --------- | ---------------- | ---------------- |
| Michal Kabelka  | Höjdhopp      | 2,16  | 30        | Gick inte vidare | Gick inte vidare |
| Marcel Lomnický | Släggkastning | 74,00 | 15        | Gick inte vidare | Gick inte vidare |

## Gymnastik
Damer
| Idrottare      | Gren     | Kval    | Kval    | Kval    | Kval    | Kval   | Kval      | Final            | Final            | Final            | Final            | Final            | Final            |
| Idrottare      | Gren     | Redskap | Redskap | Redskap | Redskap | Totalt | Placering | Redskap          | Redskap          | Redskap          | Redskap          | Totalt           | Placering        |
| Idrottare      | Gren     | F       | V       | UB      | BB      | Totalt | Placering | F                | V                | UB               | BB               | Totalt           | Placering        |
| -------------- | -------- | ------- | ------- | ------- | ------- | ------ | --------- | ---------------- | ---------------- | ---------------- | ---------------- | ---------------- | ---------------- |
| Mária Homolová | Mångkamp | 12.066  | 12.766  | 10.458  | 11.733  | 47.023 | 57        | Gick inte vidare | Gick inte vidare | Gick inte vidare | Gick inte vidare | Gick inte vidare | Gick inte vidare |

### Artistisk
Herrar
| Idrottare       | Gren | Kval    | Kval    | Kval    | Kval    | Kval    | Kval    | Kval   | Kval      | Final            | Final            | Final            | Final            | Final            | Final            | Final            | Final            |
| Idrottare       | Gren | Redskap | Redskap | Redskap | Redskap | Redskap | Redskap | Totalt | Placering | Redskap          | Redskap          | Redskap          | Redskap          | Redskap          | Redskap          | Totalt           | Placering        |
| Idrottare       | Gren | F       | PH      | R       | V       | PB      | HB      | Totalt | Placering | F                | PH               | R                | V                | PB               | HB               | Totalt           | Placering        |
| --------------- | ---- | ------- | ------- | ------- | ------- | ------- | ------- | ------ | --------- | ---------------- | ---------------- | ---------------- | ---------------- | ---------------- | ---------------- | ---------------- | ---------------- |
| Samuel Piasecký | Barr | i.u.    | i.u.    | i.u.    | i.u.    | 15.358  | i.u.    | 15.358 | 11        | Gick inte vidare | Gick inte vidare | Gick inte vidare | Gick inte vidare | Gick inte vidare | Gick inte vidare | Gick inte vidare | Gick inte vidare |
| Samuel Piasecký | Räck | i.u.    | i.u.    | i.u.    | i.u.    | i.u.    | 12.666  | 12.666 | 65        | Gick inte vidare | Gick inte vidare | Gick inte vidare | Gick inte vidare | Gick inte vidare | Gick inte vidare | Gick inte vidare | Gick inte vidare |

## Judo
Herrar
| Idrottare   | Gren                | 32-delsfinal              | Sextondelsfinal      | Åttondelsfinal       | Kvartsfinal          | Semifinal            | Återkval             | Bronsmatch           | Final                | Final     |
| Idrottare   | Gren                | Motståndare Resultat      | Motståndare Resultat | Motståndare Resultat | Motståndare Resultat | Motståndare Resultat | Motståndare Resultat | Motståndare Resultat | Motståndare Resultat | Placering |
| ----------- | ------------------- | ------------------------- | -------------------- | -------------------- | -------------------- | -------------------- | -------------------- | -------------------- | -------------------- | --------- |
| Milan Randl | Mellanvikt (-90 kg) | Iliadis (GRE) L 0002–0111 | Gick inte vidare     | Gick inte vidare     | Gick inte vidare     | Gick inte vidare     | Gick inte vidare     | Gick inte vidare     | Gick inte vidare     |           |

## Kanotsport
Slalom
| Kanotist                              | Gren                | Omgång 1 | Omgång 1  | Omgång 1 | Omgång 1  | Omgång 1 | Omgång 1  | Semifinal | Semifinal | Final  | Final     |
| Kanotist                              | Gren                | Omgång 1 | Placering | Omgång 2 | Placering | Bästa    | Placering | Tid       | Placering | Tid    | Placering |
| ------------------------------------- | ------------------- | -------- | --------- | -------- | --------- | -------- | --------- | --------- | --------- | ------ | --------- |
| Michal Martikán                       | Herrarnas C1 slalom | 139.46   | 16        | 90.56    | 1         | 90.56    | 1 Q       | 104.04    | 4 Q       | 98.31  | 3         |
| Pavol Hochschorner Peter Hochschorner | Herrarnas C2 slalom | 97.52    | 2         | 98.60    | 1         | 97.52    | 2 Q       | 109.04    | 2 Q       | 108.28 | 3         |
| Jana Dukátová                         | Damernas K1 slalom  | 105.14   | 5         | 101.37   | 4         | 101.37   | 6 Q       | 110.48    | 4 Q       | 111.60 | 6         |

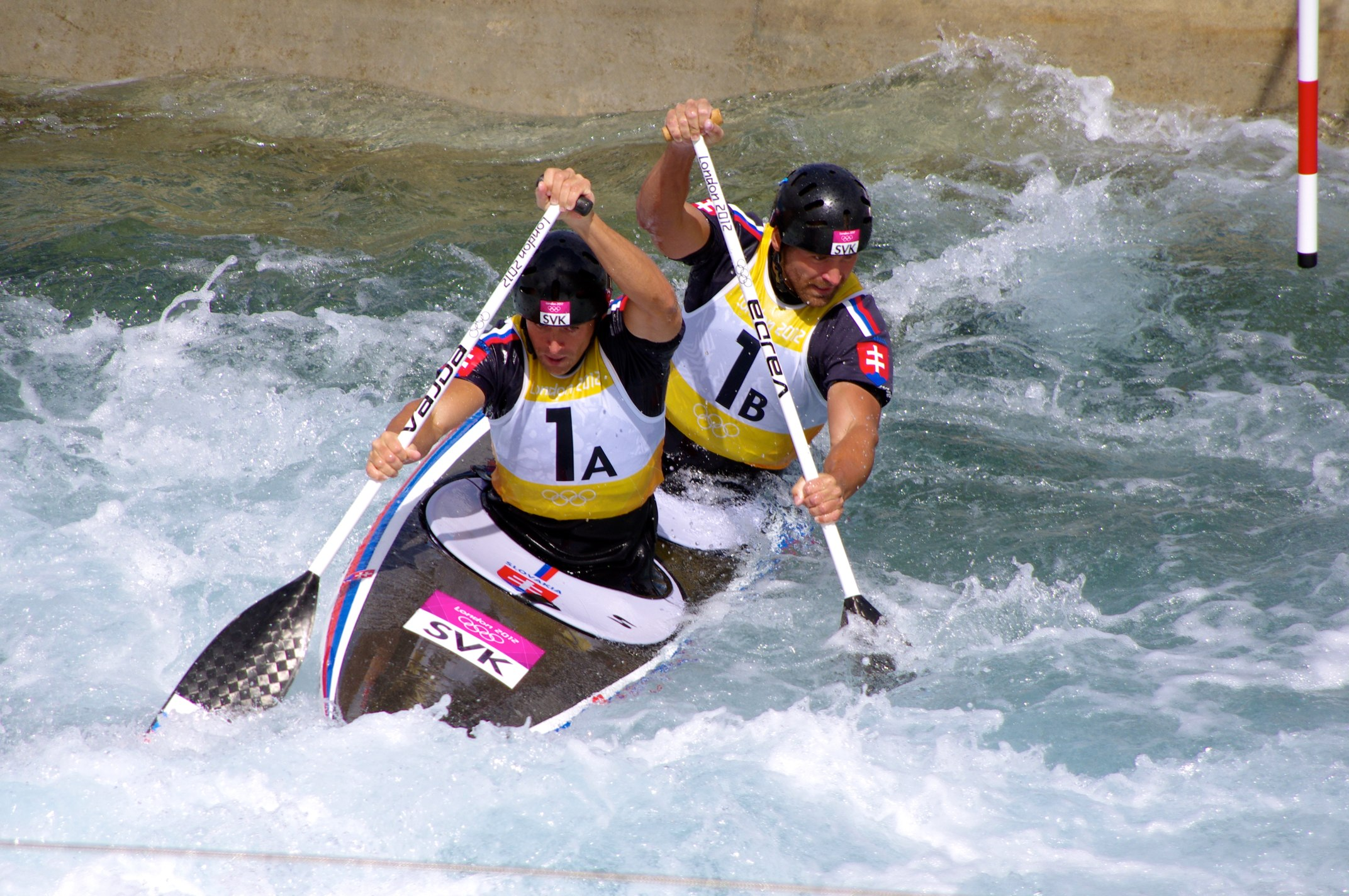
Pavol & Peter Hochschorner i herrarnas C2-semifinal
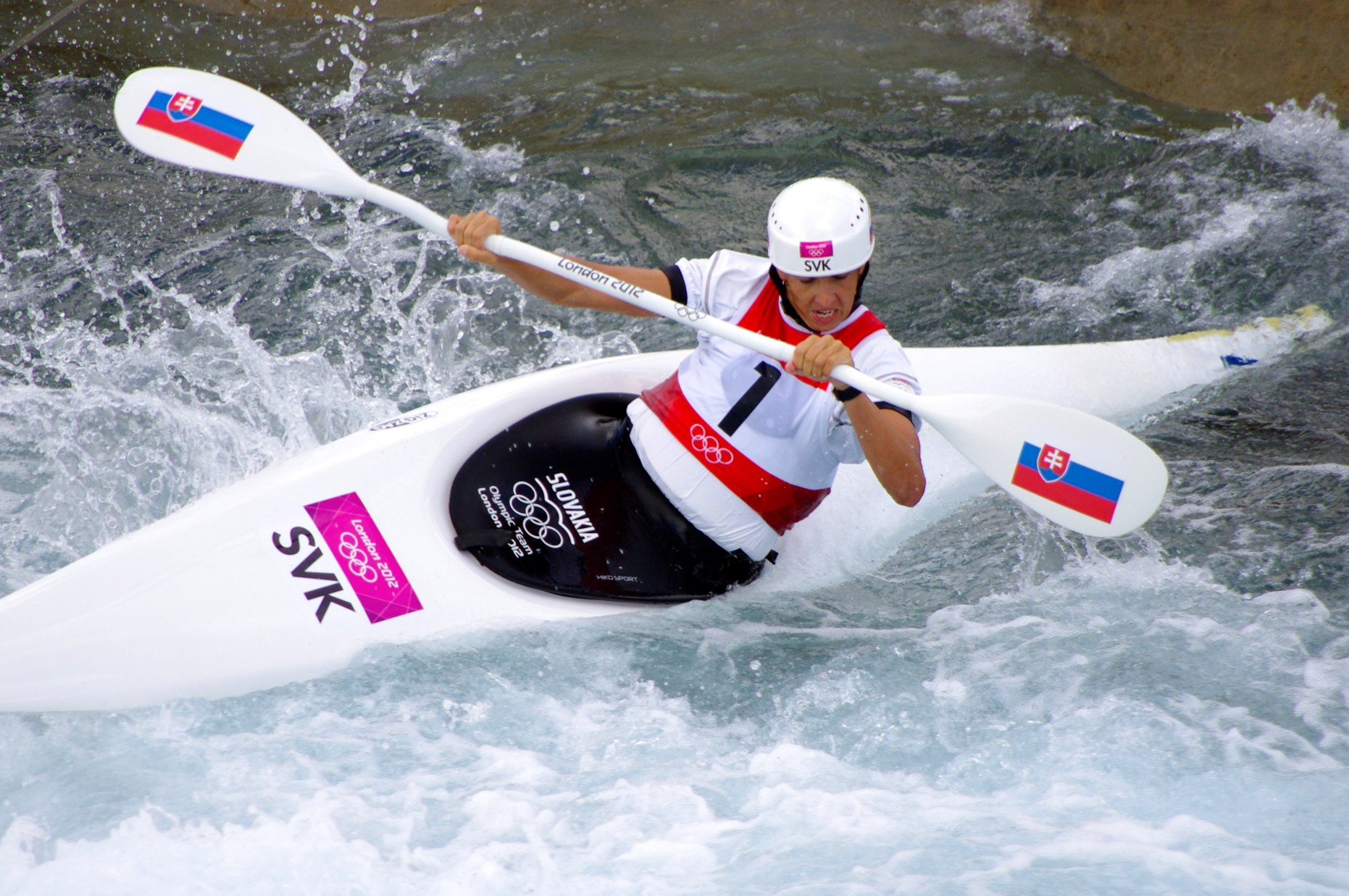
Jana Dukátová i damernas K1-final

Sprint
| Kanotist                                          | Gren                | Heat     | Heat      | Semifinal        | Semifinal        | Final            | Final            |
| Kanotist                                          | Gren                | Tid      | Placering | Tid              | Placering        | Tid              | Placering        |
| ------------------------------------------------- | ------------------- | -------- | --------- | ---------------- | ---------------- | ---------------- | ---------------- |
| Ivana Kmeťová                                     | Damernas K1 200 m   | 43,445   | 6 Q       | 42,510           | 5 FB             | 45,556           | 14               |
| Ivana Kmeťová Martina Kohlová                     | Damernas K2 500 m   | 1.45,073 | 5 Q       | 1.43,653         | 5 FB             | 1.47,683         | 13               |
| Ľubomír Hagara                                    | Herrarnas C1 200 m  | 43.507   | 5 Q       | 41,472           | 3 FA             | 43,977           | 6                |
| Marek Krajčovič                                   | Herrarnas K1 1000 m | 3.39,649 | 7         | Gick inte vidare | Gick inte vidare | Gick inte vidare | Gick inte vidare |
| Peter Gelle Erik Vlček                            | Herrarnas K2 1000 m | 3.19,571 | 3 Q       | 3.12,690         | 1 FA             | 3.12,519         | 8                |
| Peter Gelle Martin Jankovec Juraj Tarr Erik Vlček | Herrarnas K4 1000 m | 2.55,173 | 1 FA      | BYE              | BYE              | 2.56,771         | 6                |

## Simning
Damer
| Tävlande             | Gren            | Heat    | Heat      | Semifinal        | Semifinal        | Final            | Final            |
| Tävlande             | Gren            | Tid     | Placering | Tid              | Placering        | Tid              | Placering        |
| -------------------- | --------------- | ------- | --------- | ---------------- | ---------------- | ---------------- | ---------------- |
| Miroslava Syllabová  | 50 m frisim     | 26,07   | 38        | Gick inte vidare | Gick inte vidare | Gick inte vidare | Gick inte vidare |
| Katarína Filová      | 100 m frisim    | 56,58   | 21        | Gick inte vidare | Gick inte vidare | Gick inte vidare | Gick inte vidare |
| Katarína Filová      | 200 m frisim    | 2.02,03 | 28        | Gick inte vidare | Gick inte vidare | Gick inte vidare | Gick inte vidare |
| Denisa Smolenová     | 100 m fjärilsim | 59,48   | 28        | Gick inte vidare | Gick inte vidare | Gick inte vidare | Gick inte vidare |
| Denisa Smolenová     | 200 m fjärilsim | 2.11,10 | 21        | Gick inte vidare | Gick inte vidare | Gick inte vidare | Gick inte vidare |
| Katarína Listopadová | 200 m medley    | 2.16,81 | 29        | Gick inte vidare | Gick inte vidare | Gick inte vidare | Gick inte vidare |

Herrar
| Tävlande        | Gren           | Heat    | Heat      | Semifinal        | Semifinal        | Final            | Final            |
| Tävlande        | Gren           | Tid     | Placering | Tid              | Placering        | Tid              | Placering        |
| --------------- | -------------- | ------- | --------- | ---------------- | ---------------- | ---------------- | ---------------- |
| Tomáš Klobučník | 200 m bröstsim | 2.13,40 | 23        | Gick inte vidare | Gick inte vidare | Gick inte vidare | Gick inte vidare |

## Tennis
Damer
| Tävlande                              | Gren      | 32-delsfinal                    | 16-delsfinal                                 | 8-delsfinal                | Kvartsfinal          | Semifinal            | Final                | Final            |
| Tävlande                              | Gren      | Motståndare Resultat            | Motståndare Resultat                         | Motståndare Resultat       | Motståndare Resultat | Motståndare Resultat | Motståndare Resultat | Placering        |
| ------------------------------------- | --------- | ------------------------------- | -------------------------------------------- | -------------------------- | -------------------- | -------------------- | -------------------- | ---------------- |
| Dominika Cibulková                    | Damsingel | Pironkova (BUL) L 6–7(4–7), 2–6 | Gick inte vidare                             | Gick inte vidare           | Gick inte vidare     | Gick inte vidare     | Gick inte vidare     | Gick inte vidare |
| Daniela Hantuchová                    | Damsingel | Li N (CHN) W 6–2, 3–6, 6–3      | Cornet (FRA) W 6–3, 6–0                      | Wozniacki (DEN) L 4–6, 2–6 | Gick inte vidare     | Gick inte vidare     | Gick inte vidare     | Gick inte vidare |
| Dominika Cibulková Daniela Hantuchová | Damdubbel | i.u.                            | A. Radwańska / U. Radwańska (POL) L 2–6, 1–6 | Gick inte vidare           | Gick inte vidare     | Gick inte vidare     | Gick inte vidare     | Gick inte vidare |

Herrar
| Tävlande                  | Gren       | 32-delsfinal                     | 16-delsfinal                           | 8-delsfinal          | Kvartsfinal          | Semifinal            | Final                | Final            |
| Tävlande                  | Gren       | Motståndare Resultat             | Motståndare Resultat                   | Motståndare Resultat | Motståndare Resultat | Motståndare Resultat | Motståndare Resultat | Placering        |
| ------------------------- | ---------- | -------------------------------- | -------------------------------------- | -------------------- | -------------------- | -------------------- | -------------------- | ---------------- |
| Martin Kližan             | Herrsingel | Roddick (USA) L 5–7, 4–6         | Gick inte vidare                       | Gick inte vidare     | Gick inte vidare     | Gick inte vidare     | Gick inte vidare     | Gick inte vidare |
| Lukáš Lacko               | Herrsingel | Petzschner (GER) L 6–7(5–7), 1–6 | Gick inte vidare                       | Gick inte vidare     | Gick inte vidare     | Gick inte vidare     | Gick inte vidare     | Gick inte vidare |
| Martin Kližan Lukáš Lacko | Herrdubbel | i.u.                             | Tipsarević / Zimonjić (SRB) L 3–6, 3–6 | Gick inte vidare     | Gick inte vidare     | Gick inte vidare     | Gick inte vidare     | Gick inte vidare |

## Triathlon
| Tävlande      | Gren                | Simning (1,5 km) | Trans 1 | Cykling (40 km) | Trans 2 | Löpning (10 km) | Totalt  | Placering |
| ------------- | ------------------- | ---------------- | ------- | --------------- | ------- | --------------- | ------- | --------- |
| Richard Varga | Herrarnas triathlon | 16.56            | 0.41    | 59.15           | 0.30    | 32.03           | 1:49.25 | 22        |

## Tyngdlyftning
| Tävlande       | Gren          | Ryck     | Ryck      | Stöt     | Stöt      | Totalt | Placering |
| Tävlande       | Gren          | Resultat | Placering | Resultat | Placering | Totalt | Placering |
| -------------- | ------------- | -------- | --------- | -------- | --------- | ------ | --------- |
| Martin Tešovič | Herrar 105 kg | 167,0    | 12        | 196,0    | 12        | 363,0  | 11        |